# Nephthea digitata
Nephthea digitata is een zachte koraalsoort uit de familie Nephtheidae. De koraalsoort komt uit het geslacht Nephthea. Nephthea digitata werd in 1889 voor het eerst wetenschappelijk beschreven door Wright & Studer. 